# Jesper Hellström
Jesper Hellström, född 27 juli 1995, är en svensk friidrottare (längdhopp och tresteg) som tävlar för Hässelby SK. 

## Karriär
I februari 2022 vid inomhus-SM tog Hellström silver i tresteg efter ett hopp på 15,56 meter.

## Personliga rekord
| Utomhus - 100 meter: 10,98 (Huddinge, Sverige 15 juni 2019) - 300 meter: 39,38 (Huddinge, Sverige 15 september 2012) - 1 000 meter: 3.12,51 (Huddinge, Sverige 16 september 2012) - Höjdhopp: 1,61 (Huddinge, Sverige 16 september 2012) - Stavhopp: 3,32 (Huddinge, Sverige 15 september 2012) - Längdhopp: 7,57 (Uppsala, Sverige 21 juni 2022) - Längdhopp: 7,61 (medvind 2,3 m/s) (Bydgoszcz, Polen 13 juli 2017) - Tresteg: 16,71 (Finnkampen Stockholm, Sverige 24 augusti 2019) | Inomhus - 60 meter: 6,88 (Sätra, Sverige 11 februari 2020) - Längdhopp: 7,57 (Växjö, Sverige 23 februari 2020) - Tresteg: 16,69 (Malmö, Sverige 20 februari 2021) |

## Stilstudie
Trestegshoppet från Finnkampen på Stockholms stadion den 24 augusti 2019 då Jesper Hellström vann på nya personliga rekordet 16.71.

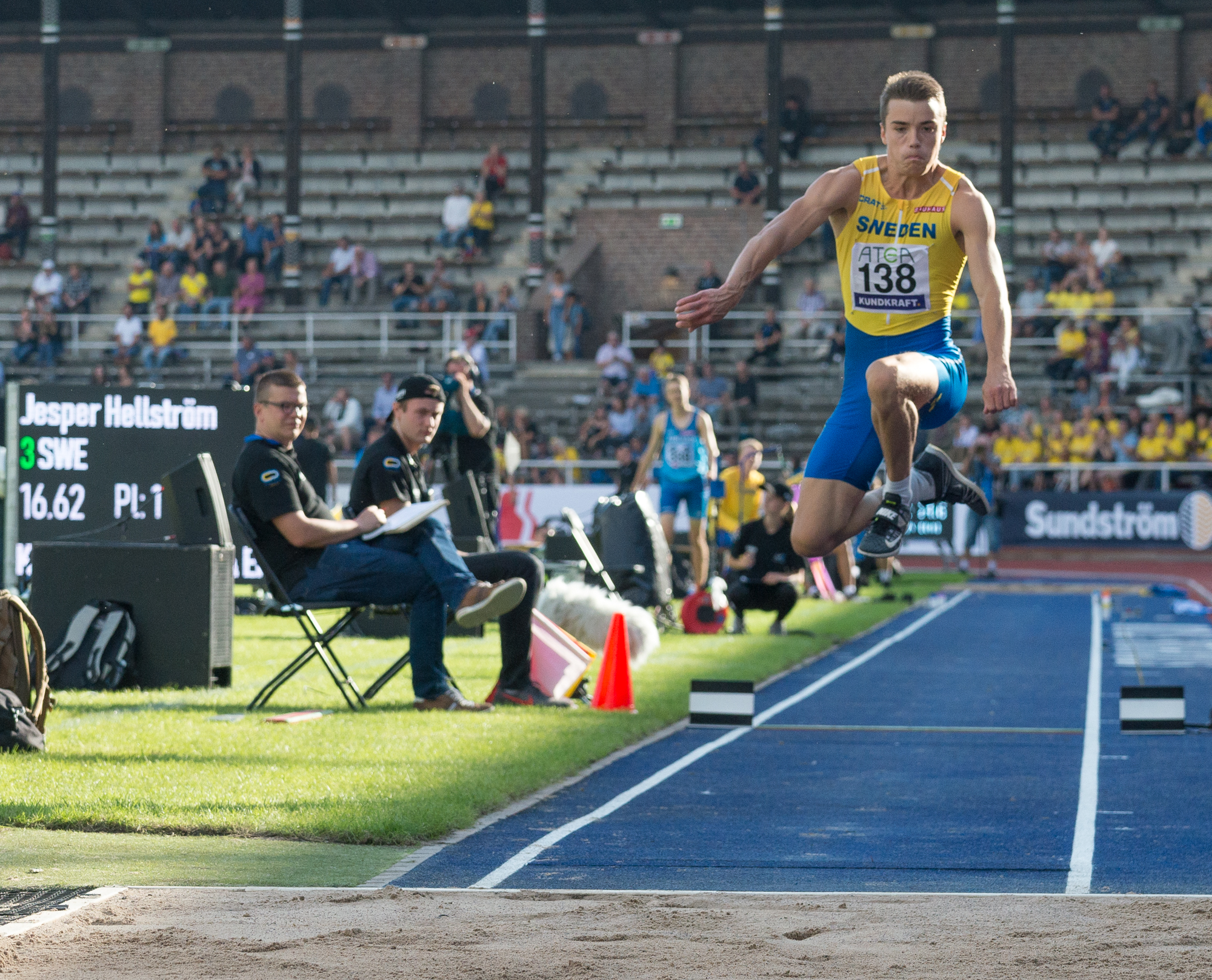
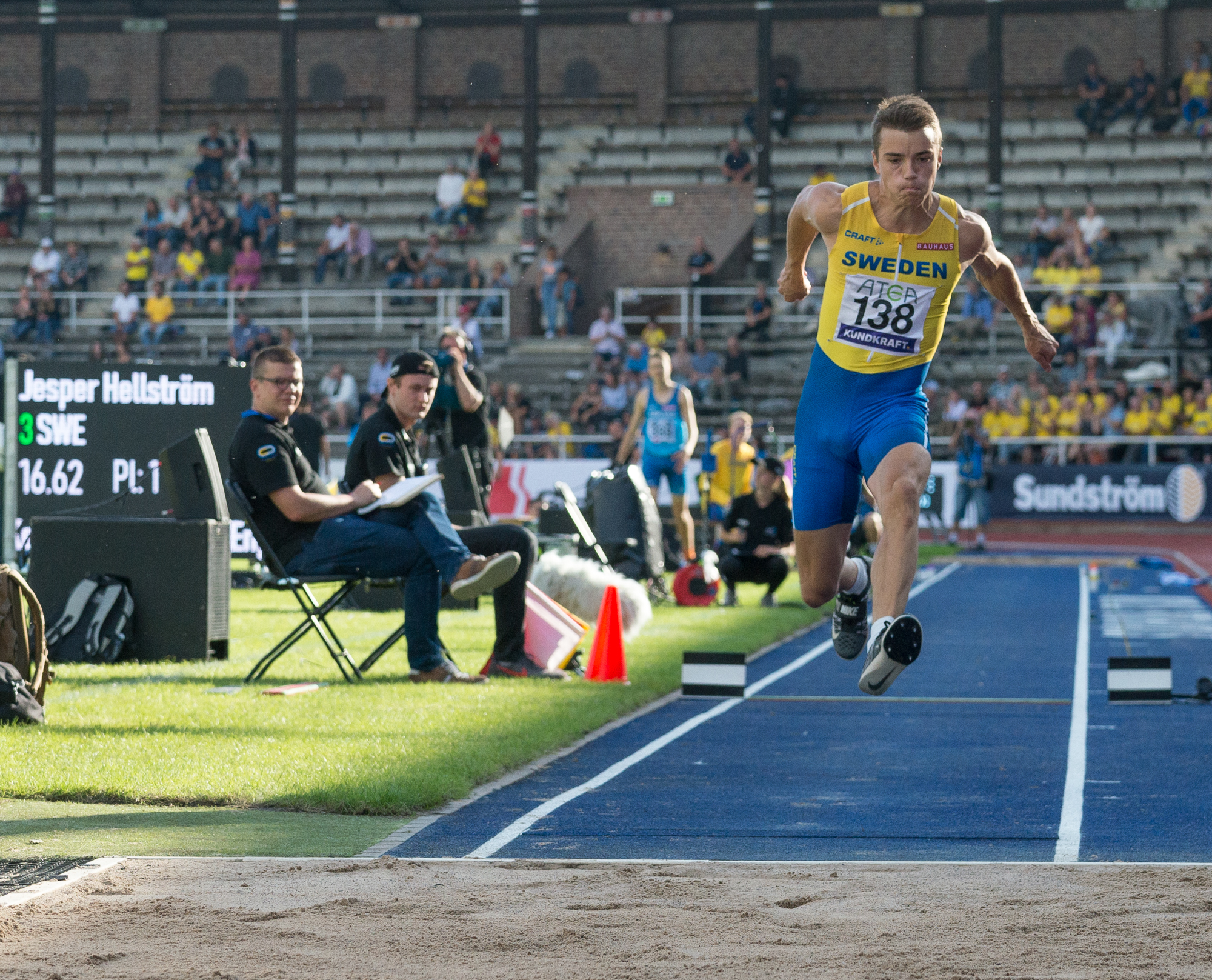
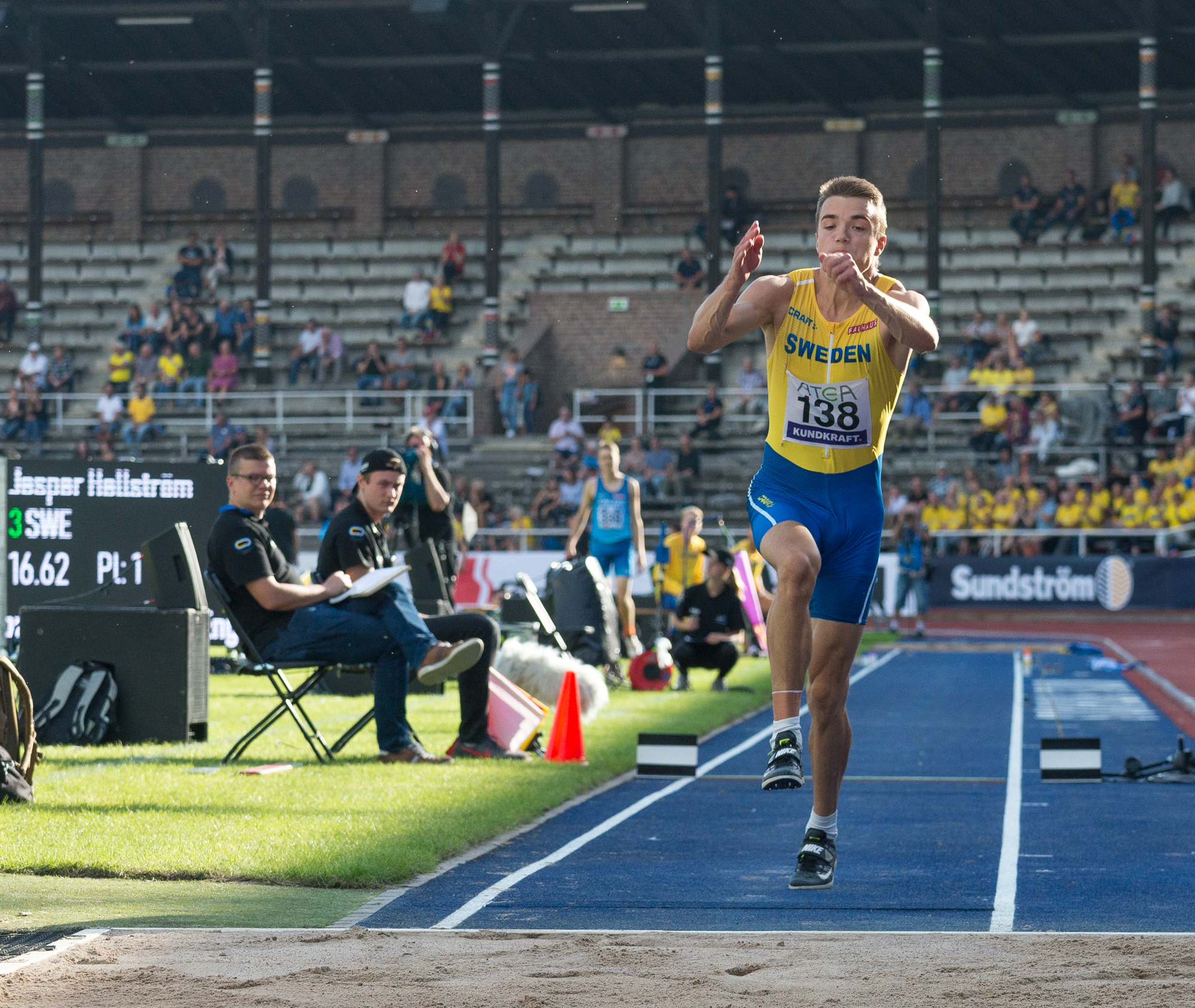
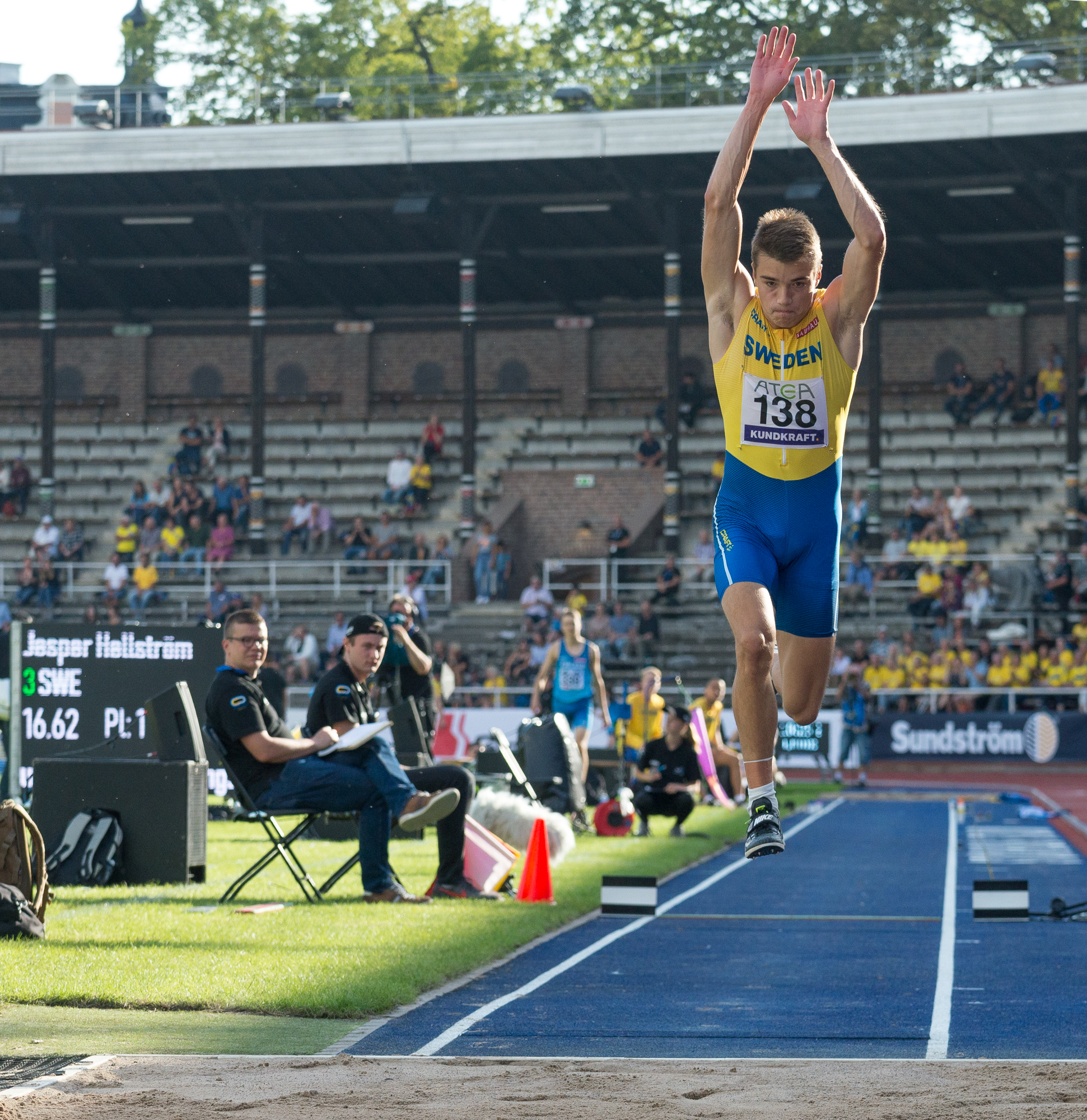
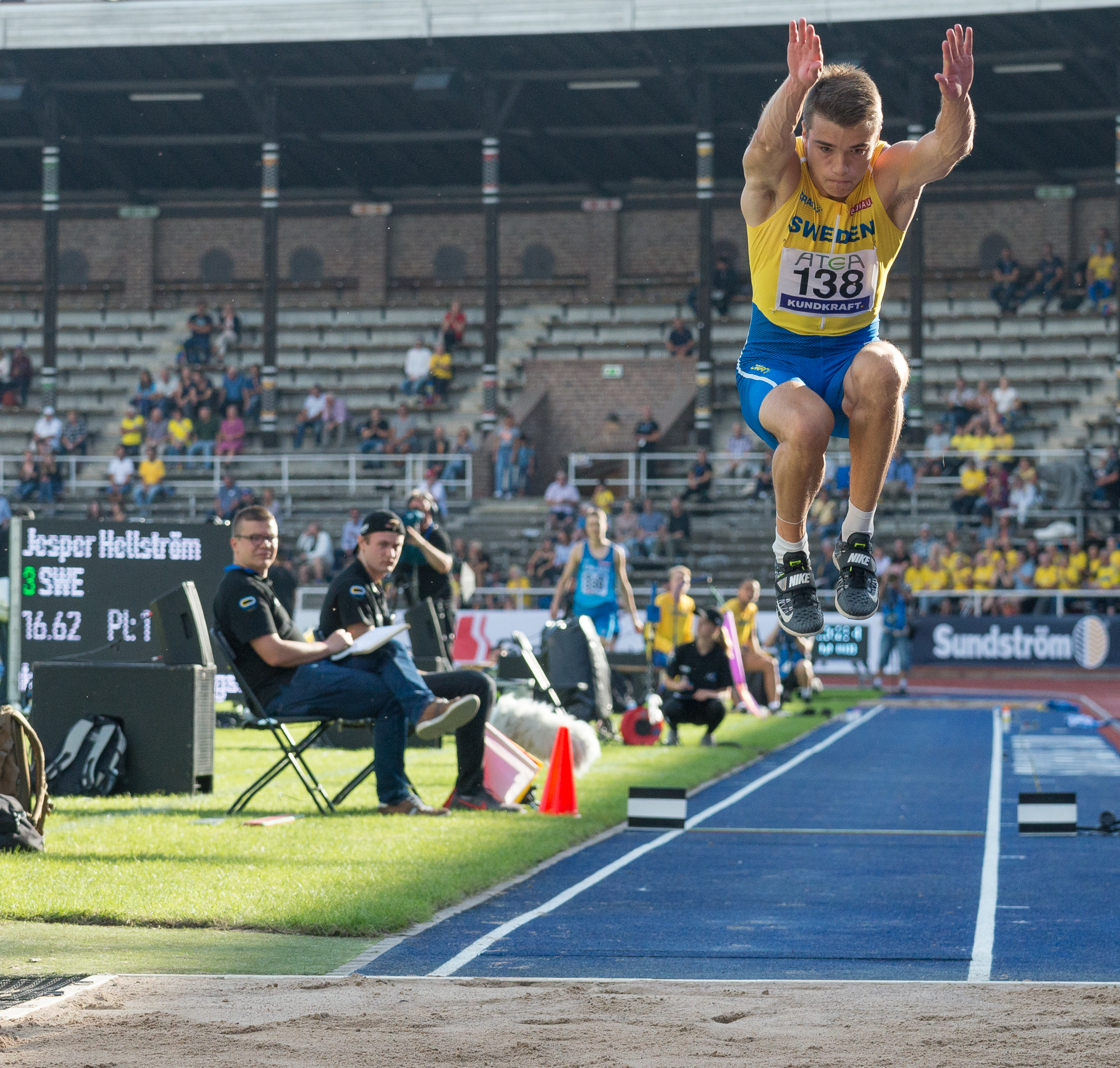
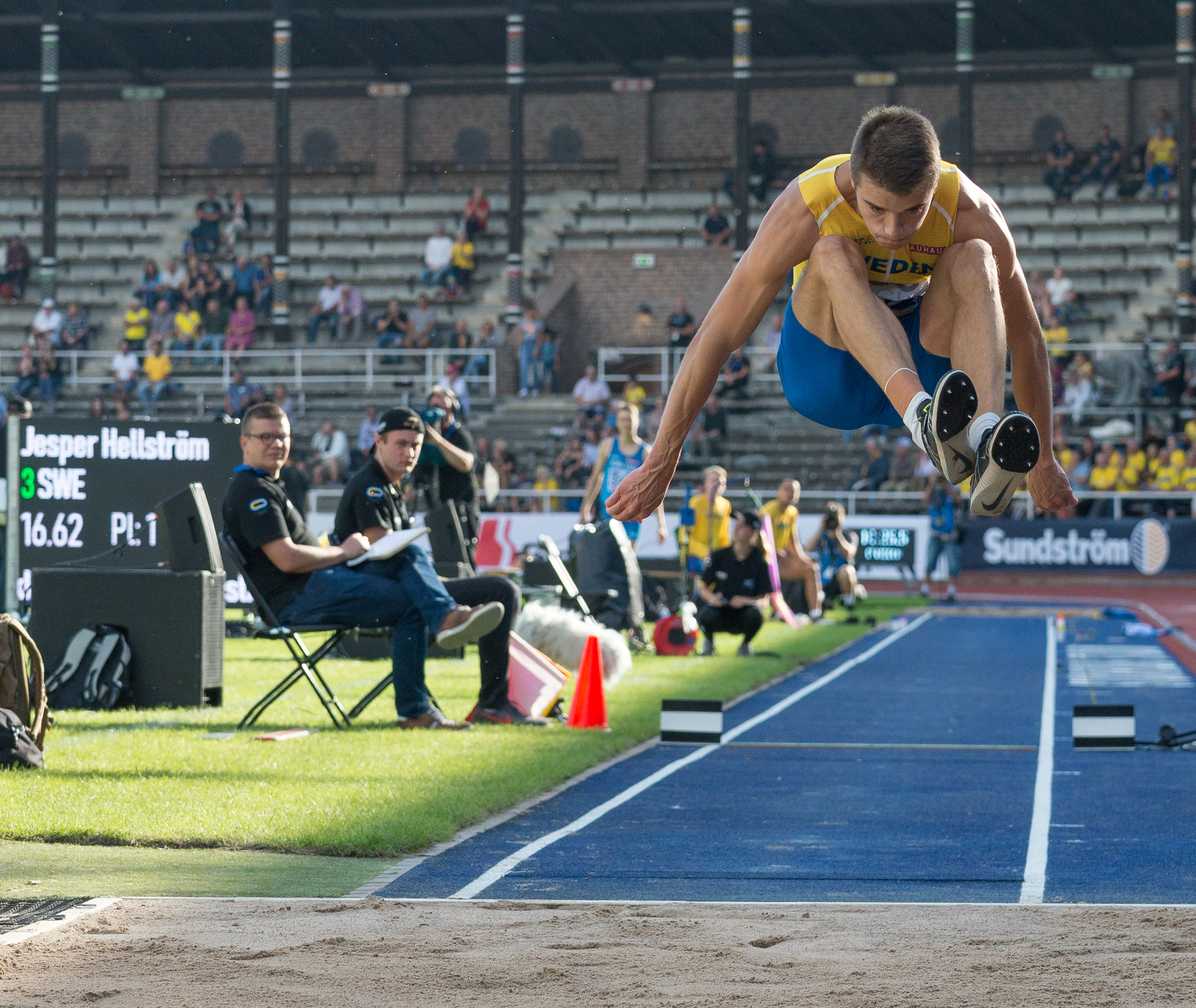
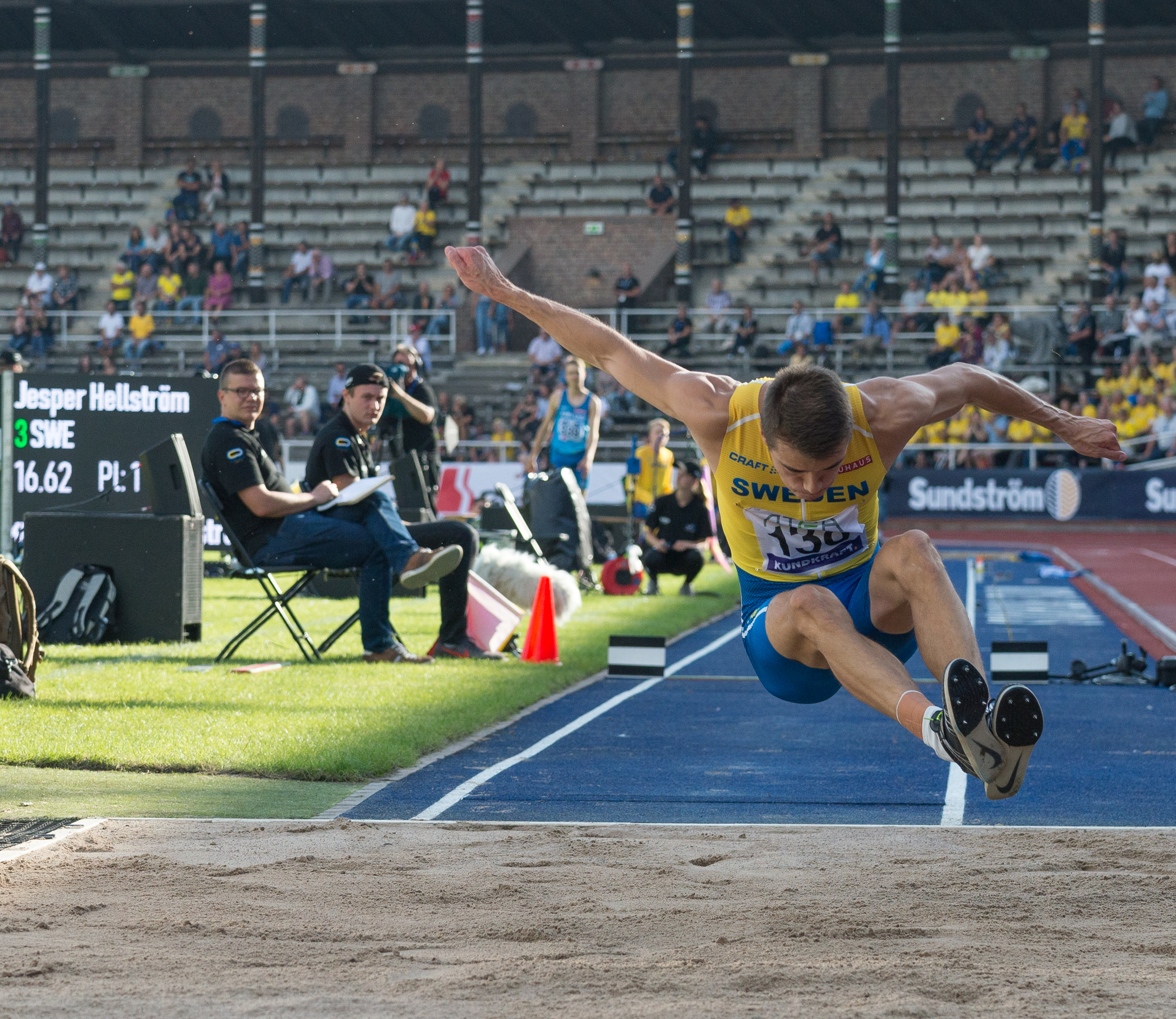
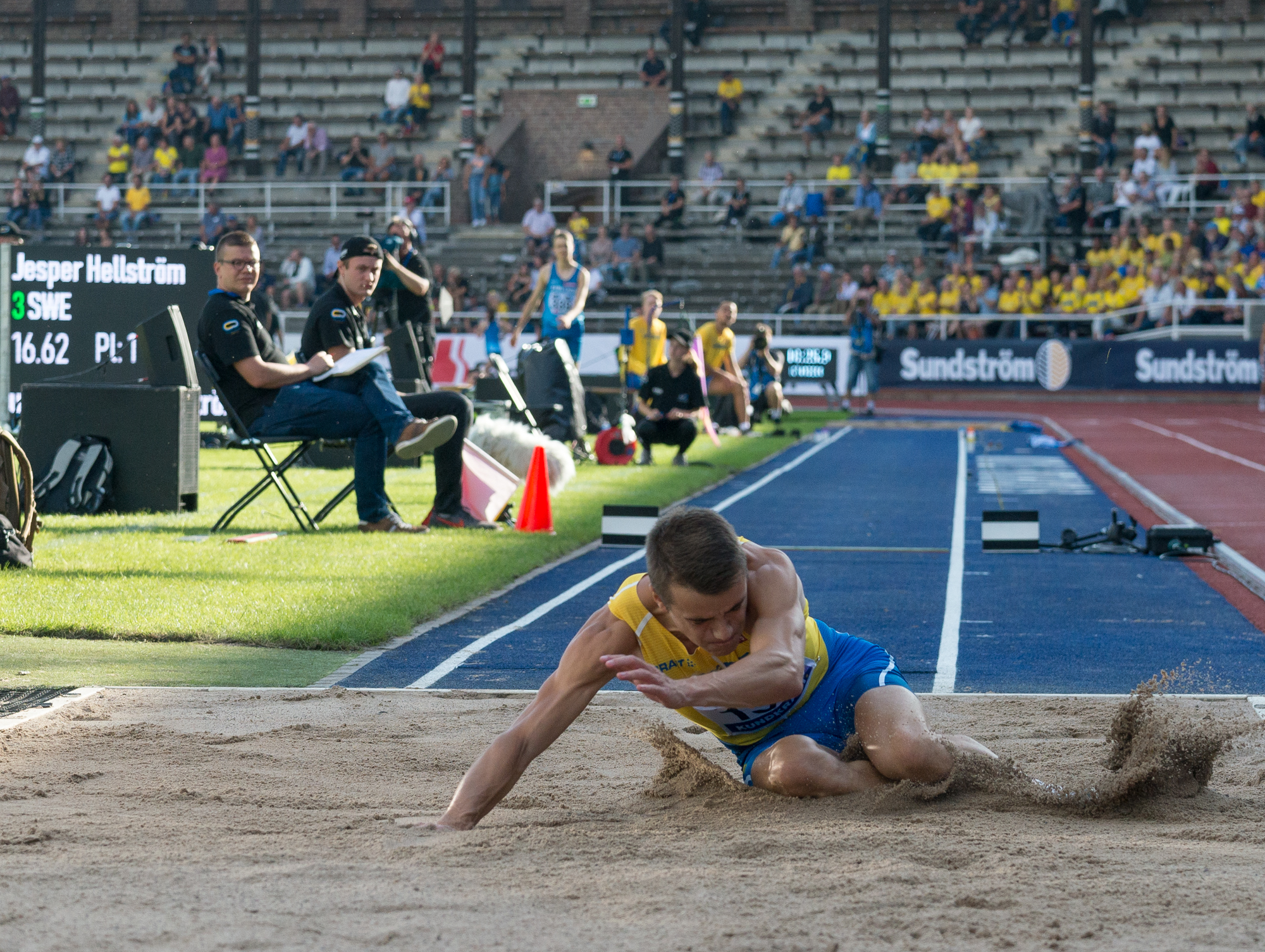
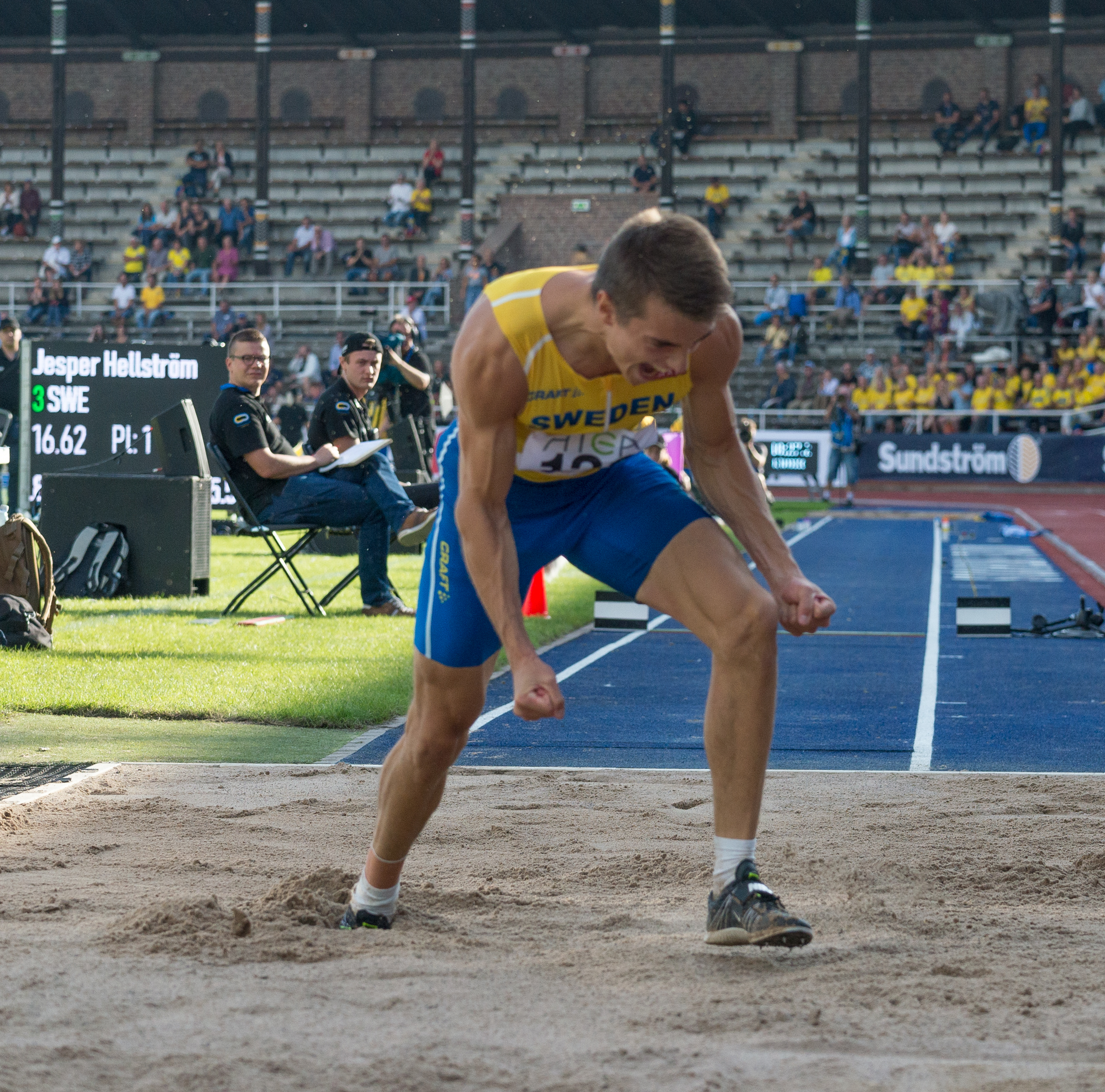
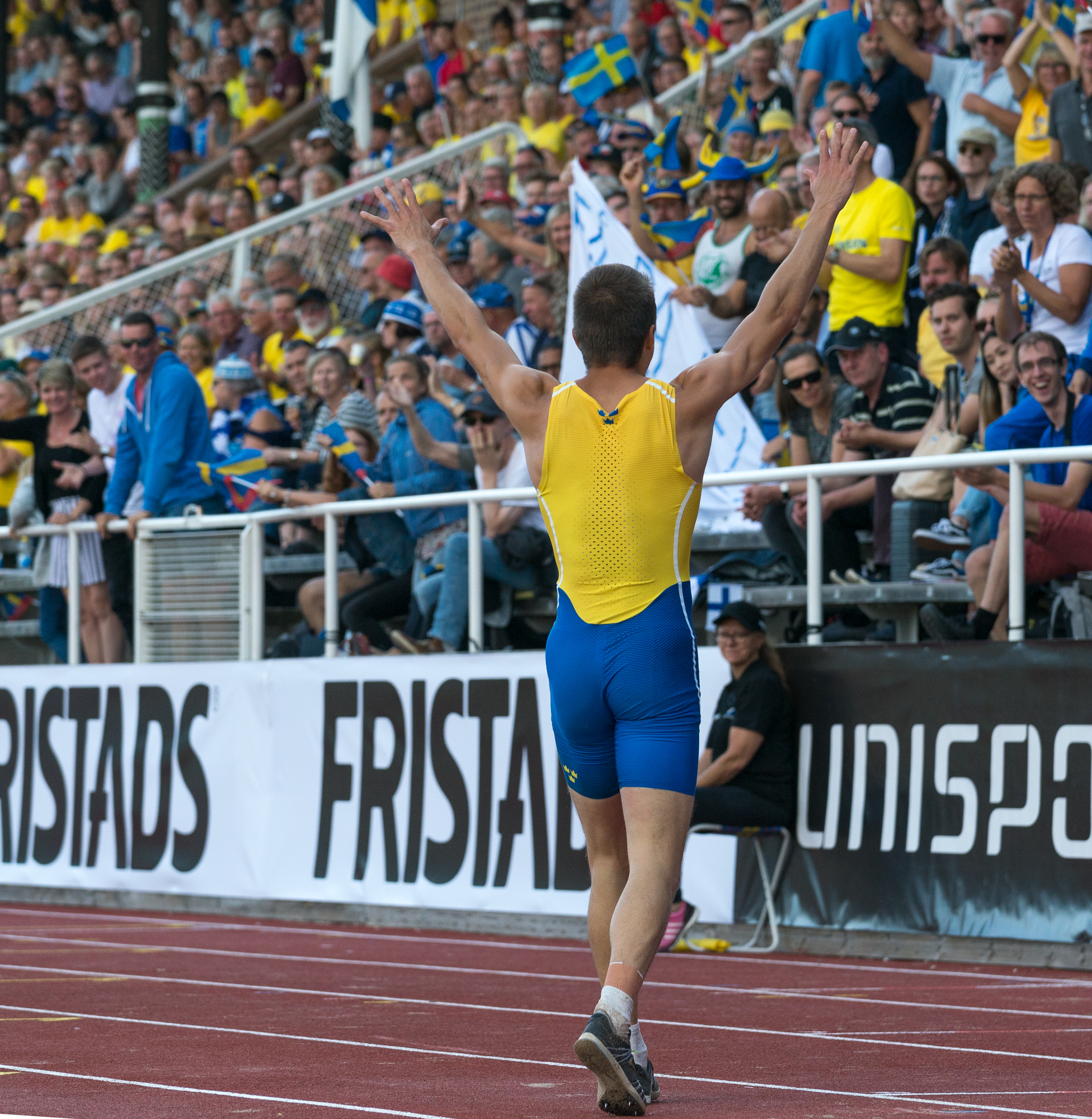
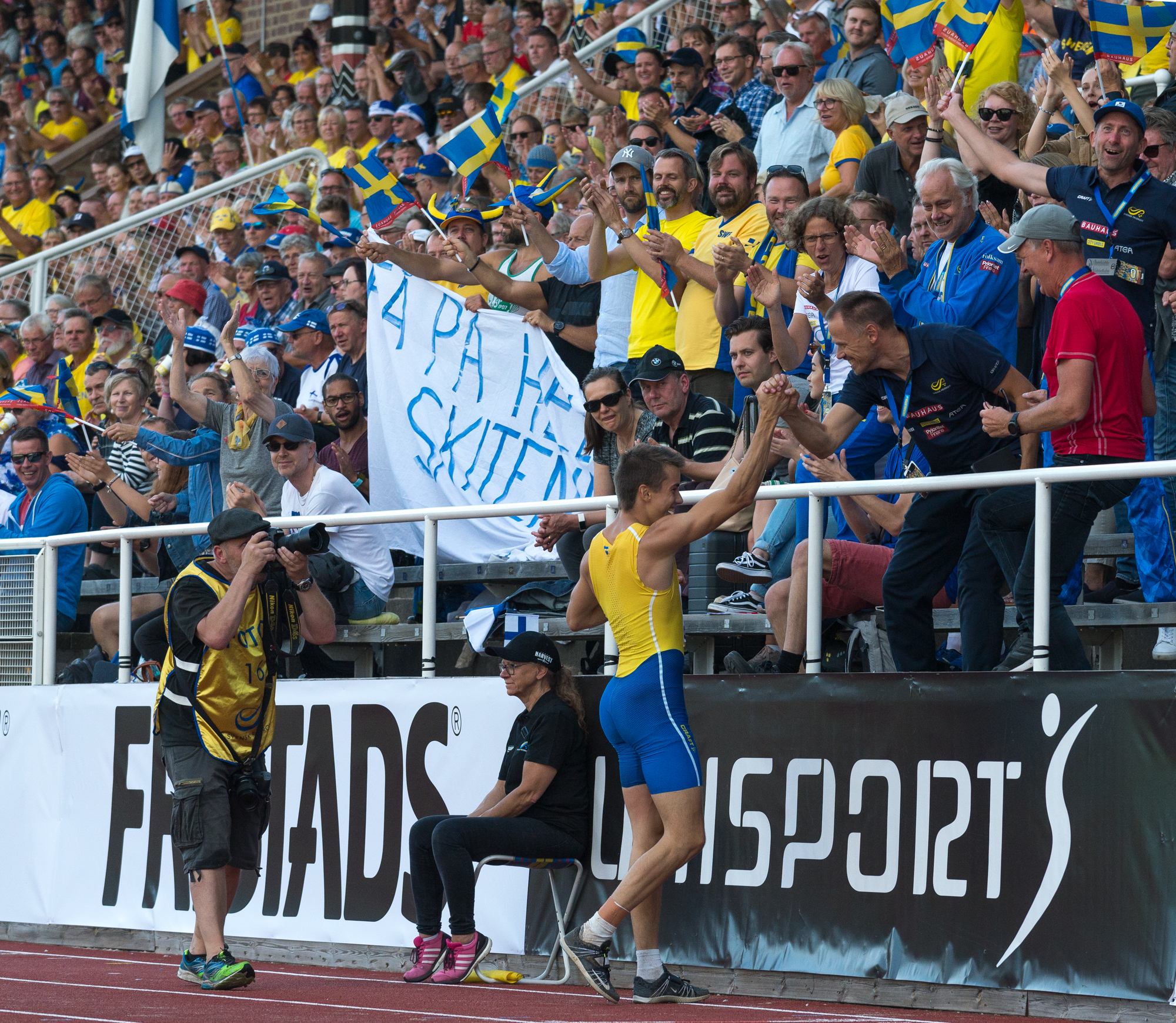

### Fotnoter
1. ↑  ”Friidrotts-SM 2019 Karlstad”. Arkiverad från originalet den 2 september 2019. https://web.archive.org/web/20190902083413/http://212.247.216.72/friidrott/sm19/result_t.php. Läst 17 september 2019.
2. ↑  ”Resultat: Friidrotts-SM, Uppsala 14‐16.8.20”. friidrottsstatistik.se. https://www.friidrottsstatistik.se/resultsswe.php?CID=12968582&Season=2020. Läst 1 september 2020.
3. ↑  ”Resultat: Friidrotts-SM, Norrköping 5‐7.8.22”. friidrottsstatistik.se. https://www.friidrottsstatistik.se/resultsswe.php?CID=13019519&Season=2022. Läst 7 augusti 2022.
4. ↑  ”Resultat: Friidrotts-SM, Söderhamn 28‐30.7.23”. friidrottsstatistik.se. https://www.friidrottsstatistik.se/resultsswe.php?CID=13045848&Season=2023. Läst 7 september 2023.
5. ↑  ”Resultat: Friidrotts-SM, Uddevalla 28‐30.6.24”. friidrottsstatistik.se. https://www.friidrottsstatistik.se/resultsswe.php?CID=13077169&Season=2024. Läst 29 juni 2024.
6. ↑  ”Resultat: Friidrotts-SM, Karlstad 31.7‐3.8.25”. friidrottsstatistik.se. https://www.friidrottsstatistik.se/resultsswe.php?CID=13110713&Season=2025. Läst 1 augusti 2025.
7. ↑  ”ISM i friidrott - Växjö 25-26 februari 2017”. telekonsultarena.se. Arkiverad från originalet den 3 september 2017. https://web.archive.org/web/20170903123052/http://telekonsultarena.se/resultat/ISM17/Resultat.php. Läst 7 mars 2017.
8. ↑  ”ISM 2018 2018-02-27”. primawebb.se. Arkiverad från originalet den 28 februari 2018. https://web.archive.org/web/20180228042650/http://primawebb.se/giffri/ism2018/Results_Total.html. Läst 27 februari 2018.
9. ↑  ”Inomhus-SM 2019”. liveresults.se. https://liveresults.se/competition/inomhus-sm-2019?tab=results. Läst 17 februari 2019.
10. ↑  ”ISM 2020 Växjö 22-23 februari”. telekonsultarena.se. https://telekonsultarena.se/resultat/ISM20/Resultat.php. Läst 29 februari 2020.
11. 1 2  ”Resultat: Inomhus-SM, Malmö/A 19‐21.2.21 Inne”. friidrottsstatistik.se. https://www.friidrottsstatistik.se/resultsswe.php?CID=12976657&Season=2021. Läst 23 juli 2021.
12. ↑  ”Resultat: ISM, Växjö 25‐27.2.22 Inne”. friidrottsstatistik.se. https://www.friidrottsstatistik.se/resultsswe.php?CID=13003615&Season=2022. Läst 27 mars 2022.
13. 1 2  ”Resultat: ISM, Malmö/A 17‐19.2.23 Inne”. friidrottsstatistik.se. https://www.friidrottsstatistik.se/resultsswe.php?CID=13028716&Season=2023. Läst 20 februari 2023.
14. 1 2  ”Resultat: ISM, Karlstad 16‐18.2.24 Inne”. friidrottsstatistik.se. https://www.friidrottsstatistik.se/resultsswe.php?CID=13055642&Season=2024. Läst 29 juni 2024.
15. 1 2 3 4 5 6 7 8 9 10 11 12  ”Personsida på World Athletics webbplats” (på engelska). worldathletics.org. https://www.worldathletics.org/athletes/sweden/jesper-hellstrom-14535227. Läst 7 oktober 2019.
16. ↑  ”Rebecka Abrahamsson: ”Finns ännu längre längder””. friidrott.se. 27 februari 2022. https://www.friidrott.se/tavling-landslag/nyhetsarkiv-tavling-landslag/rebecka-abrahamsson-finns-annu-langre-langder/. Läst 28 mars 2022.
17. 1 2 3 4  ”Personsida på European Athletics' webbplats” (på engelska). european-athletics.org. https://www.european-athletics.com/historical-data/athletes/sweden/jesper-hellstrom-014535227. Läst 7 oktober 2019.
18. ↑  TT (24 augusti 2019). ”Fin svensk start i Finnkampen”. Sydsvenskan. https://www.sydsvenskan.se/2019-08-24/fin-svensk-start-i-finnkampen. Läst 5 september 2019.